# Vuelo 508 de LANSA (Perú)
El vuelo 508 de LANSA, que volaba entre Lima e Iquitos con escala en Pucallpa, sufrió un accidente aéreo ocurrido el 24 de diciembre de 1971 sobre la selva amazónica peruana con un saldo de 91 fallecidos y con una única joven superviviente, Juliane Koepcke.

## Accidente

Ruta de vuelo aproximada

El vuelo 508 despegó cerca del mediodía con retraso rumbo a Pucallpa para después proseguir a la ciudad de Iquitos en plena selva peruana.
Traspasó los Andes peruanos a 7000 m con buen tiempo, habiendo hecho su último reporte cuando sobrevoló Oyón en la sierra de Lima, adentrándose 40 minutos después del despegue en cielos amazónicos donde se estaba germinando un frente de mal tiempo. El avión perdió altura hasta los 6.000 m y comenzó a sacudirse provocando la inquietud de los pasajeros.
La tormenta en desarrollo era del tipo Cumulonimbus con actividad eléctrica intensa y el avión fue sometido a turbulentas corrientes de aire.
La voz de una azafata se dejó sentir por los altoparlantes:

Señores pasajeros les informamos que la zona de turbulencias que estamos atravesando se debe a una importante tormenta sobre la selva Amazónica. Abróchense los cinturones

Las sacudidas fueron cada vez más violentas y los equipajes de mano se salieron de sus cubículos.  El avión descendió unos 4.000 m y el piloto buscaba aire más denso para realizar un aterrizaje de emergencia.
A eso de las 12:36 horas, se dice que un rayo alcanzó al avión sobre el ala derecha e incendió el tanque de combustible (hecho que en realidad nunca fue probado con certeza), el incendio provocó un fallo estructural general que partió la aeronave a nivel de la cola:

El avión se partió en dos justo delante mí a unas filas de la cola, por momentos la ingravidez acompañó la sensación de vértigo de un abismo visible a nuestro alrededor. Mi madre desabrochó forzada su mano de la mía para no volver a tocarla viva nunca más.

Juliane Kopcke, única sobreviviente, cayó desde unos 2000 metros de altitud, junto a los restos incendiados del avión, sobre la selva.

## Filmografía
La increíble historia de supervivencia de Juliane dio la vuelta al mundo y fue motivo de numerosos artículos en la prensa internacional. Se ha hecho una película y un documental:
- I miracoli accadono ancora (Los milagros todavía ocurren), película dirigida por Giuseppe Maria Scotese, 1974.
- Wings of Hope (Alas de Esperanza), documental dirigido por Werner Herzog, 2000.